# Beatrice Mintz
Beatrice Mintz (Nueva York, 24 de enero de 1921-3 de enero de 2022) fue una embrióloga estadounidense que ha contribuido a la comprensión de la ingeniería genética, la diferenciación celular y el cáncer, particularmente el melanoma.
Fue pionera en las técnicas de ingeniería genética, y estuvo entre las primeras científicas en generar mamíferos tanto quiméricos como transgénicos. En 1996 compartió con Ralph L. Brinster el Premio March of Dimes en Biología del Desarrollo por su trabajo en el desarrollo de ratones transgénicos. Gran parte de su carrera se desarrolló en el Fox Chace Cancer Center de Filadelfia donde fue nombrada presidenta Jack Schultz en Cienciás Básicas. Mintz es miembro de la Academia Nacional de Ciencias de Estados Unidos y de la Academia Pontificia de las Ciencias.

## Primeros años y educación
Nació en 1921 en el seno de una familia judía, siendo sus padres Samuel y Janie Stein Mintz. Se graduó en el Hunter College en 1941 y realizó estudios de posgrado en la Universidad de Nueva York durante un año. Desde allí se trasladó a la Universidad de Iowa, donde recibió una maestría en 1944 y un doctorado en 1946, estudiando anfibios bajo la dirección de Emil Witschi.

## Investigación

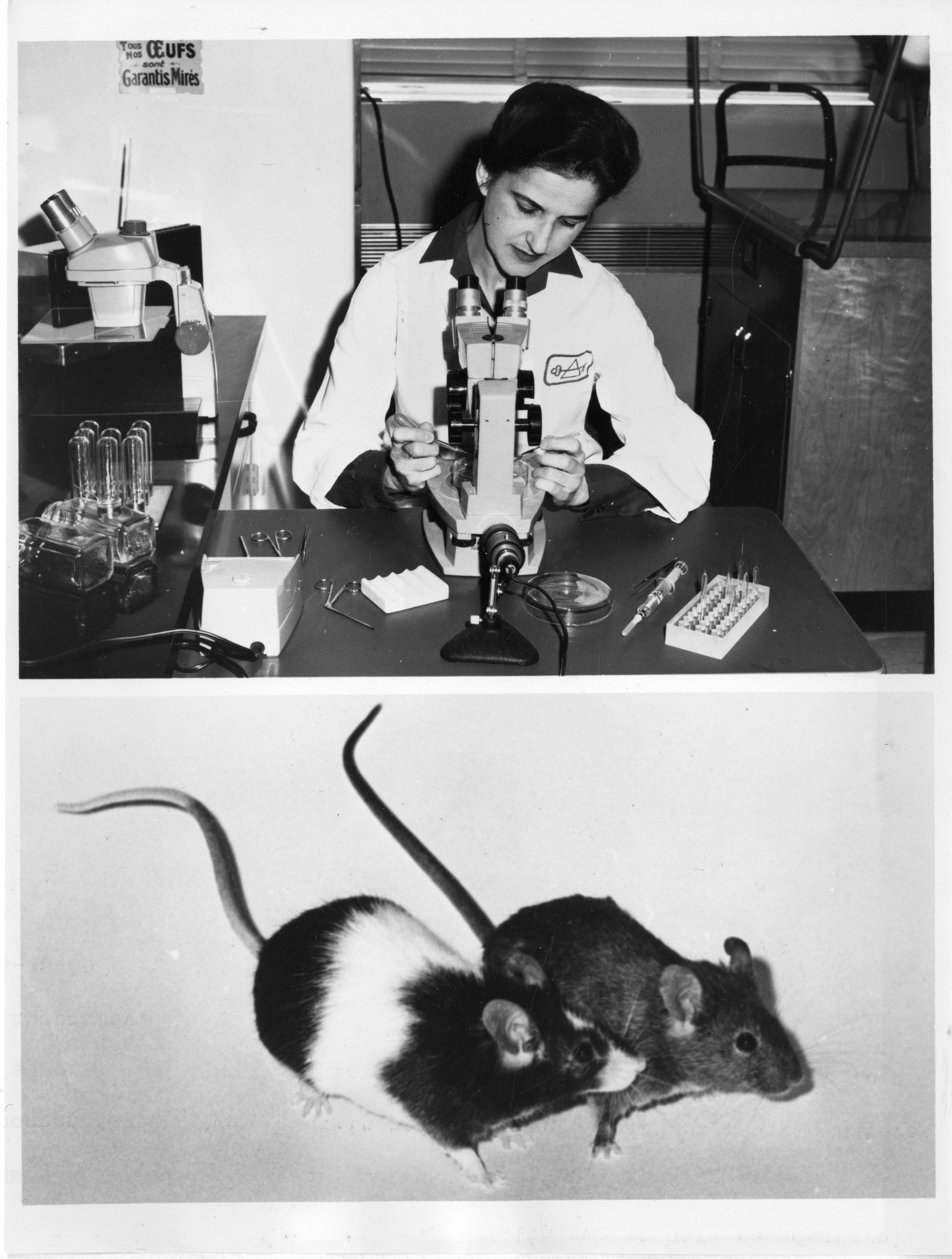
Beatrice Mintz y ratones utilizados para investigación.

Después de su graduación aceptó una cátedra en Ciencias Biológicas en la Universidad de Chicago, donde se desempeñó entre 1946 y 1960. En 1951 fue galardonada con una beca de investigación Fulbright, lo que le permitió continuar sus estudios en París y Estrasburgo. A mediados de la década de 1950, Mintz cambió su enfoque de investigación de los anfibios a los mamíferos, y se convirtió en pionera de la transgénesis en mamíferos. En 1960 se trasladó al Instituto de Investigación del Cáncer, que más tarde se convirtió en el Fox Chase Cancer Center, donde permanece como miembro facultativa. En 1965 se convirtió en profesora en la Universidad de Pensilvania.
De manera independiente, Mintz y Kristoph Tarkowski desarrollaron en la década de 1960 el primer ratón quimérico embrionario mediante la agregación de dos embriones en el estado de ocho células. Los ratones resultantes se desarrollaron normalmente y sus tejidos eran una mezcla de células derivadas de las dos embriones donantes. Mintz llegó a crear embriones quiméricos viables con blastómeros de hasta quince ratones de laboratorio diferentes. Desarrolló una técnica que implicaba mezclar células de una cepa de ratón negro en los blastocistos de ratones blancos o marrones in vitro. Los embriones eran trasladados a madres subrogantes para, luego del nacimiento, trazar la contribución de cada tipo de célula implantada en la capa de color. Su técnica de fusión celular fue un éxito donde otros habían fracasado porque eligió para eliminar la zona pelúcida con tratamiento de pronasa, en lugar de físicamente. Desde 1967 Mintz creó más de 25 000 crías utilizando esta técnica.
En 1974, junto a Rudolf Jaenisch, publicó un importante avance tecnológico. Jaenisch era un investigador postdoctoral en la Universidad de Princeton y estaba interesado en conocer por qué se producen determinados tipos de cáncer al inyectar ratones adultos con determinados virus. Inspirado por el trabajo de Mintz, quería saber si la inyección de virus en embriones en etapa temprana se traduciría en su incorporación al ADN, y qué tipos de cáncer se produciría. Mintz accedió a trabajar con Jaenisch, que se unió a su laboratorio durante nueve meses. Juntos demostraron que el ADN de un virus, el Papovirus SV-40, podía integrarse en el ADN de los ratones en desarrollo y persistir en la edad adulta sin la formación aparente de tumores. A pesar de que sólo las células somáticas se vieron afectadas, es decir que el ADN no sería transmitido a las generaciones futuras, estos fueron los primeros ratones que se han hecho con ADN extraño, demostrando que podrían crearse mamíferos sanos genéticamente modificados por una infección viral. Utilizando estas técnicas, Mintz pudo establecer la base genética de algunos tipos de cáncer, y en 1993 produjo el primer modelo de ratón de laboratorio de melanoma maligno. Mediante esta investigación, Mintz buscaba identificar los modos de prevenir el avance y difusión de esta enfermedad.

## Honores
Recibió numerosos premios y honores incluyendo la primera medalla otorgada por la Genetics Society of America en 1981, y el primer Premio March of Dimes en Biología del Desarrollo, compartido con Ralph L. Brinster, en 1996. Fue elegida miembro de la Academia Americana de las Artes y las Ciencias en 1982, de la Sociedad Filosófica Estadounidense y de la Pontificia Academia de las Ciencias.
Obtuvo el Premio Papanicolaou para el Logro Científico (1979), la Medalla de Oro de Ernst Jung de Medicina (1990), la Medalla Nacional de la Sociedad Americana del Cáncer de Investigación Básica (1997), una mención a la Mejor Mujer en la Ciencia de la Academia de Ciencias de Nueva York en 1993, y en 2008 fue galardonada con el Premio Perla Meister Greengard de la Universidad Rockefeller. En 2011 recibió el Premio Szent-Gyorgi para el Progreso de la Investigación del Cáncer y un año después su trabajo fue honrado por la Asociación Americana de Investigación del Cáncer